# Красногорский район (Казахская ССР)
Красногорский район — единица административного деления Алма-Атинской и Джамбулской областей Казахской ССР (до 1936 — Казакской АССР), существовавшая в 1935—1957 годах. Центр — село Красногорка.

## История
Красногорский район был образован 9 января 1935 года в составе Алма-Атинской области. 14 октября 1939 был передан в новообразованную Джамбулскую область.
По данным 1951 года район включал 7 сельсоветов (Актерекский, Брикский, Ворошиловский, Джамантинский, Красногорский, Красно-Октябрьский и Умтулский) и 1 рабочий посёлок (Отар).
26 сентября 1957 года Красногорский район был упразднён, а его территория передана в Курдайский район.

## Население
По данным переписи 1939 года в Красногорском районе проживало 14 160 человек, в том числе казахи — 54,2 %, русские — 26,8 %, украинцы — 13,5 %, курды — 1,7 %.